# The Curse of the Jade Scorpion
The Curse of the Jade Scorpion is een komische misdaadfilm uit 2001 van en met Woody Allen en verder met onder meer Helen Hunt en Dan Aykroyd.

## Verhaal
De film speelt zich af in de jaren 1930. C.W. Briggs (Woody Allen) is een onderzoeker voor een verzekeringsmaatschappij die zeer succesvol is dankzij zijn vele connecties en zijn vermogen om als een crimineel te denken. Zijn werk maakt echter weinig indruk op collega en efficiency-expert Betty Ann (Helen Hunt), die Briggs' methoden hopeloos ouderwets vindt. Op een avond worden beiden gehypnotiseerd door goochelaar Voltan (David Ogden Stiers), die hen laat denken dat ze een dolverliefd pasgetrouwd stel zijn. Later die avond belt de goochelaar Briggs op, brengt hem opnieuw onder hypnose en laat hem juwelen stelen. Briggs herinnert zich hier de volgende dag niets meer van en wil vervolgens zelf deze misdaad onderzoeken. Hij krijgt Betty Ann in het vizier, wier verdachte gedrag echter te maken heeft met de affaire die zij heeft met hun baas Magruder (Dan Aykroyd).

## Rolverdeling
| Acteur             | Personage            | Opmerkingen                                |
| ------------------ | -------------------- | ------------------------------------------ |
| Woody Allen        | C.W. Briggs          | Tevens regisseur en schrijver van de film. |
| Helen Hunt         | Betty Ann Fitzgerald | collega van Briggs                         |
| Dan Aykroyd        | Chris Magruder       | baas van Briggs en Betty Ann               |
| Brian Markinson    | Al                   |                                            |
| Wallace Shawn      | George Bond          |                                            |
| David Ogden Stiers | Voltan               | goochelaar                                 |
| Charlize Theron    | Laura Kensington     |                                            |
| Elizabeth Berkley  | Jill                 |                                            |
| Peter Gerety       | Ned                  |                                            |
| John Schnuck       | Mize                 |                                            |
| Kaili Vernoff      | Rosie                |                                            |

## Productie
Met een budget van $26 miljoen dollar is het Allens duurste film.